# Medaille von Antwerpen
Die Medaille von Antwerpen wurde am 31. Mai 1833 gestiftet.  Stifter war der König der Niederlande, Wilhelm I.
Verliehen wurde die Medaille an die Verteidiger der Zitadelle von Antwerpen, die unter dem General Chassé kämpften.

## Ordensdekoration
Auf der Vorderseite waren der Grundriss der Zitadelle  mit der  Devise „Citadel von Antwerpen“. Auf der Rückseite, dem Revers, war die Majuskel „W“  als Initiale des Königs für Wilhelm und in einem Lorbeer- und Eichenkranz stand „December 1832“.

## Ordensband
Das Ordensband hatte die Farbe blau. 